# Gladiolus engysiphon
Gladiolus engysiphon är en irisväxtart som beskrevs av Gwendoline Joyce Lewis. Gladiolus engysiphon ingår i släktet sabelliljor, och familjen irisväxter. Inga underarter finns listade i Catalogue of Life.